# Frank Yallop
Frank Yallop   (Watford, 4 d'abril de 1964) és un exfutbolista canadenc de la dècada de 1990.
Fou 52 cops internacional amb la selecció del Canadà.
Pel que fa a clubs, destacà a Ipswich Town i Tampa Bay Mutiny.
Un cop retirat fou entrenador:
- 2001-2003: San Jose Earthquakes
- 2004-2006:  Canadà
- 2006-2007: Los Angeles Galaxy
- 2008-2013: San Jose Earthquakes
- 2013-2015: Chicago Fire
- 2016-2017: Phoenix Rising